# Флексографская печать

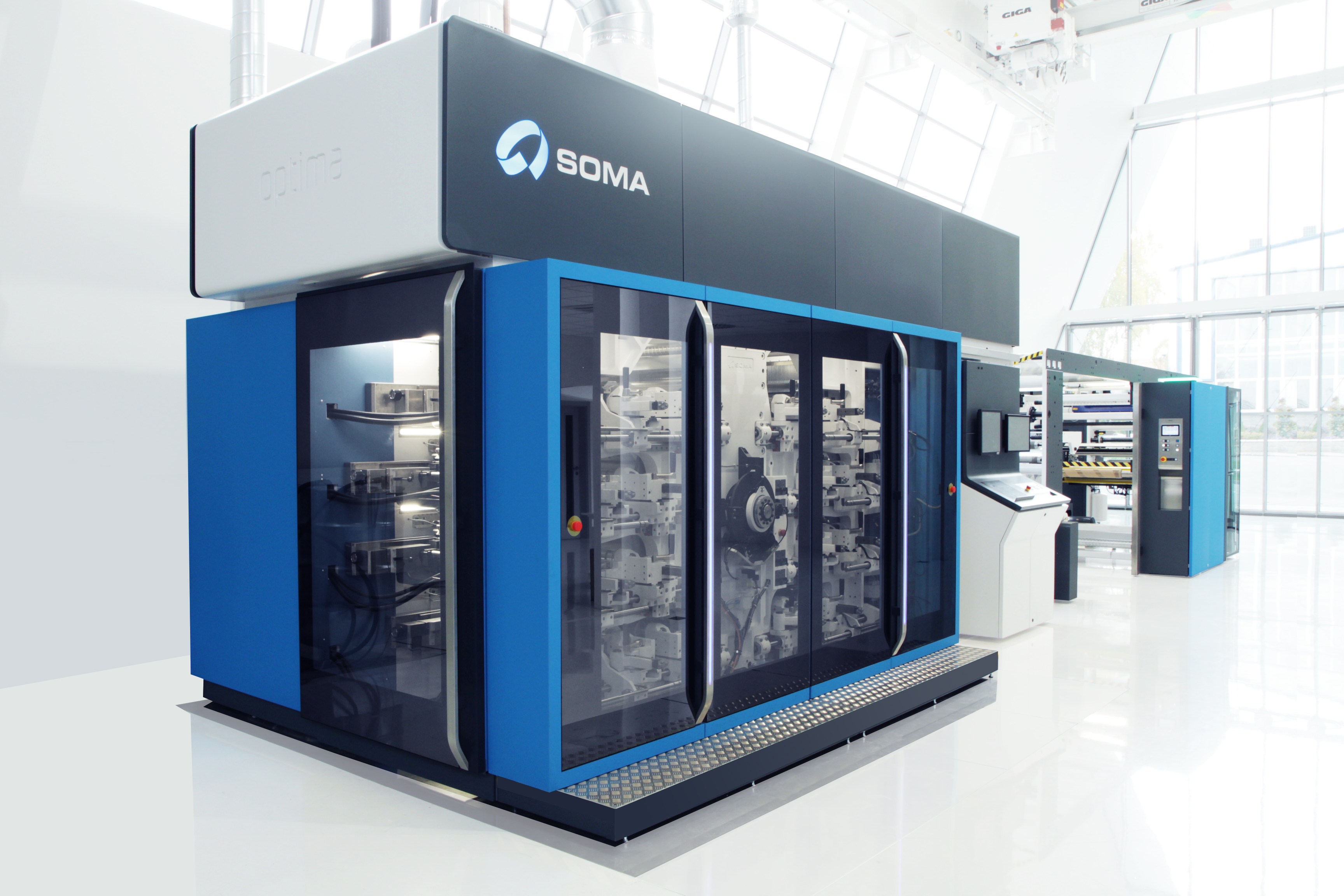
Флексопечатная машина

Флексографская печать (флексографическая печать, флексография, флексопечать) — это способ печати, который представляет собой прямую высокую ротационную печать быстровысыхающими жидкими красками, закрепляющимися на различных (чаще — гибких) материалах, с использованием эластичных печатных форм, которые могут быть установлены на формных цилиндрах с различной длиной окружности.
В основу термина «флексография» были положены латинское слово flexus, что значит «изогнутый», и греческое слово gráphō, что означает «пишу». В Европе новый термин в форме Flexodruck был впервые употреблён в сентябре 1966 года в Германии. В дальнейшем он получил распространение во Франции («flexographie» или «impression flexographique») и в других странах. Сейчас этот вид печати — один из основных способов нанесения текста и изображений на пластики, фольгу, бумагу и картон.
Флексографию используют для печати на упаковках, на пластиковых пакетах, при производстве этикеток и пр.

## История
Точную дату изобретения этого вида печати назвать невозможно. Впервые нечто похожее на флексографию использовали в XIX веке при печати обоев. И всё же изобретателем этого способа можно считать Карла Хольвега (Carl Holweg), владельца немецкой машиностроительной фирмы «К. унд А. Хольвег ГмбХ», существующей и сегодня. Другой важной технической предпосылкой для появления флексографии явилось изобретение резиновых эластичных форм.
Первоначально флексопечать использовалась почти исключительно для запечатывания поверхности бумажных пакетов и других упаковочных материалов. Расширению области применения флексографии способствовали определённые преимущества этой разновидности способа высокой печати перед классическими способами. Формы высокой печати изготовлялись раньше только из дерева или металла (типографского сплава — гарта, цинка, меди), но с появлением эластичных печатных форм во флексографии, в высокой печати стали изготовлять печатные формы и из фотополимеров.
Новый этап в развитии флексографской печати начался около 1912 года, когда парижская фирма «С. А. Целлофан» начала изготовлять целлофановые мешки с надписями и изображениями на них, отпечатанными анилиновыми красками.
Область применения флексографии постепенно расширялась, чему способствовали определённые преимущества этого специального вида печати перед классическими способами, особенно же там, где не ставили перед собой задачу получения высококачественных оттисков. В 1929 году его применили для изготовления конвертов для грампластинок. В 1932 году появились автоматические упаковочные машины с флексографскими печатными секциями — для упаковки сигарет и кондитерских изделий, например, печенья.
В промежутке между двумя мировыми войнами и в первые послевоенные годы совершенствовалась технология флексографии и, прежде всего, технология формных процессов.
Примерно с 1945 года флексографская печать используется для печатания обоев, рекламных материалов, школьных тетрадей, конторских книг, формуляров и другой канцелярской документации. В 1950 году немецкое издательство «Ровольт — Ферлаг» начало выпуск массовой серии в бумажных обложках «RoRoRo Bucher». Печатались они на газетной бумаге на рулонной ротационной машине анилиновой печати, изготовленной фирмой «Маркс унд Флеминг». Себестоимость книг была низкой, что позволило издательству резко снизить цены на книжную продукцию. Примерно в 1954 году метод флексопечати стали использовать для изготовления почтовых конвертов, рождественских открыток, особо прочной упаковки для кофе и других сыпучих продуктов.
Новый этап в развитии флексографии начался примерно в 1952 году с появлением на рынке новых воспринимающих поверхностей — плёнок из полимерных материалов. Особенно широкое применение получил полиэтилен. Флексопечать продолжает совершенствоваться по сегодняшний день.

## Специфика
Определяющий признак флексографической печати — это применение гибкой полимерной флексоформы. Флексоформы изготавливаются по фотополимерной технологии, похожей на офсетную. В отличие от офсетной формы, основу клише составляет мягкий полимер. Краска под давлением печатного вала с формы переносится непосредственно на запечатываемый материал. Именно от названия формы флексография и получила своё название. Такая печать имеет целый ряд особенностей по сравнению с другими типами печати. Эластичность формы предполагает низкое давление печати, что позволяет печатать на широкой номенклатуре материалов недоступных для других видов печати от полиэфирной плёнки до наиболее мягкого гофрокартона. Запечатываемый материал может быть как жёстким, так и очень мягким. Флексография хорошо подходит для изготовления всех видов этикетки и упаковки.

## Печатный процесс

### Изготовление форм
Печатный процесс начинается с изготовления форм. Рельефная печатная форма изготавливается из фотополимерного материала или резины. Области формы, печатающие изображение, выступают над остальной поверхностью формы. Флексопечать, таким образом, является разновидностью высокой печати.
Основная технология изготовления форм — фотополимерная. В фотополимерной технологии сначала изготавливается пластина с негативом изображения будущего клише. Далее она размещается на заготовке фотополимера и засвечивается специальным излучением. Засвеченная часть будущей формы полимеризуется и твердеет. Неотверждённая часть формы вымывается специальными щетками и растворяющими составами. В результате формируется печатный рельеф и готовая форма. Ряд современных компаний (AV Flexologic, Glunz & Jensen, Xeikon, Esko, Kodak, Polymount, Screen) усовершенствовали эту технологию. В современном варианте негативный рисунок формируется лазером непосредственно на фотополимерной пластине. Лазер повышает точность рисунка и повышает скорость изготовления форм. Процесс с применением отдельных негативных пластин называют аналоговым, а с прямым нанесением лазером — цифровым.
Ранее был популярен литьевой процесс. Для этого из магний-цинковых пластин методом химического травления изготавливалась металлическая мастер-модель будущей формы. Мастер-модель заливалась горячей формомассой из пластика или стекла для формирования матрицы. Далее матрицы наполнялись резино-полимерным составом, который под давлением и температурой вулканизировался в клише.

### Печать оттиска
Во флексографии форма покрывается краской и переносит изображение непосредственно на печатную поверхность. Для этого «красконаборный валик» окунается в ёмкость с краской. Избыток чернил с красконаборного вала снимается плоским металлическим ножом, ракелем. Избыточная краска таким образом остаётся в ёмкости. Красконаборный вал имеет ячеистую структуру. Таким образом, в ячейках остаётся необходимый объём краски. Далее красконаборный вал касается рельефа формы. Выпуклые части формы переносят краску на запечатываемую поверхность.
Красконаборный вал называется «анилоксовым». Название заимствовано из названия чернил, которые использовались в этом процессе до 1950-х годов. Анилоксовые чернила изготавливались на основе анилиновых красок, которые, как обнаружилось в 1950-х годах, являются опасными для здоровья. Валик, который переносит чернила, до сих пор называют анилоксовым, несмотря на то, что анилиновые краски больше не используются во флексографии. В настоящее время во флексографии используются текучие быстросохнущие краски на основе воды или быстросохнущих растворителей.

## Машины для флексографской печати
Флексографская печать осуществляется с помощью ротационных печатных машин. Машины могут быть трёх основных типов:
- печатные машины ярусного типа;
- печатные машины секционного типа;
- печатные машины планетарного типа.

Печатная машина ярусного типа состоит из отдельных печатных узлов, расположенных друг над другом, и каждый печатный узел имеет собственный печатный цилиндр. Это самый ранний тип машин, который начал применяться во флексографии. На ярусной печатной машине тяжело соблюдать совмещение большого количества цветов, напечатанных на поддающихся растяжению поверхностях, даже применяя устройства для регулирования натяжения полотна. Этот тип печатных машин больше всего подходит для печати на более плотных материалах, таких, как изделия из толстой бумаги, которые не растягиваются, или для изделий, не требующих чёткого совпадения цветов.
Печатные машины секционного типа, как и печатные машины ярусного типа, имеют отдельные печатные узлы для каждого цвета, и у каждого узла есть собственный печатный цилиндр, но они расположены горизонтально по отношению друг к другу, так же, как и в ротационных машинах для офсетной печати. Из-за расстояния между печатными узлами могут возникать проблемы с совмещением печати. В этих машинах используются контрольно-измерительные приборы натяжения, чтобы обеспечивать чёткое совмещение большого количества цветов. Наиболее широко печатные машины секционного типа используются для печати на крупногабаритных изделиях, таких как гофрированные картонные коробки, реже — для печати на самоклеящихся этикетках на высоких скоростях.
В печатных машинах планетарного типа (для многокрасочной печати с общим цилиндром), в отличие от предыдущих типов машин (в которых печатные узлы независимы друг от друга), все печатные узлы сгруппированы вокруг общего цилиндра. Печатные поверхности не поддаются растяжению, поскольку они перемещаются вокруг цилиндра. Машины планетарного типа хорошо подходят для печати по тянущимся материалам, которые могут искажаться при последовательной линейной протяжке по разным печатным цилиндрам. Некоторые машины планетарного типа для многокрасочной печати оснащены огромными цилиндрами до 8 футов в диаметре, что позволяет установить до 8 печатных узлов вокруг цилиндра. Недостаток планетарных машин для многокрасочной печати состоит в том, что они могут печатать только на одной стороне поверхности запечатываемого материала в один проход.
К красочным печатным секциям машин флексопечати производители оборудования могут добавлять секции с тиснением, ламинацией и с нанесением лака на оттиск.

### Монтаж печатных форм во флексографии
Монтаж печатных форм является операцией крепления флексоформ к формному цилиндру или гильзам печатной машины. Для закрепления форм на цилиндре обычно применяется специализированный скотч. Скотч бывает различной жёсткости и может подбираться печатником под конкретный оттиск.
Качество монтажа форм определяет возможность совмещения разных форм для печати одного тиража. При неточном монтаже формы печати разных цветов совместить на оттиске не удастся. Для повышения точности монтажа и скорость создаются механизмы и приспособления увеличивающие точность и сокращающие время монтажа: сменные формные цилиндры, специализированные монтажные столы с видеоприводкой, безскотчевые системы наклейки форм.

## Краски для флексографской печати
Краски играют очень важную роль в процессе флексографской печати. Именно благодаря краскам можно достичь необходимых для многих упаковок яркости, насыщенности и глянца. Печатные краски определяют многие печатно-технические и потребительские свойства оттиска, а также саму возможность запечатывания какого-либо материала и получения изображения определённого характера (растрового, штрихового или текста).
В зависимости от способа закрепления на оттиске, все флексографские краски можно разделить на несколько типов:
- водорастворимые краски, которые закрепляются путём впитывания в материал и испарения воды;
- краски на основе летучих растворителей (чаще всего это спиртовые или спирторастворимые краски), закрепляющиеся путём испарения растворителя;
- УФ-отверждаемые, закрепляющиеся посредством УФ-излучения.

## Водорастворимые краски
Водорастворимые краски считаются самыми экологически чистыми и удобными в работе. В них основным растворителем является вода или же смесь воды и спирта. Краски на водной основе предназначаются в первую очередь для запечатывания впитывающих поверхностей (бумаги и картона). Запечатывать какую-либо синтетическую плёнку такими красками не представляется возможным из-за плохой адгезии к плёнкам. При использовании водорастворимых красок изображение на оттиске получается матовым, что иногда предпочтительнее глянцевого, например, при печати на гофрокартоне. Немаловажно, что утилизация водоразбавляемых красок и смывок гораздо сложнее и связана с более высокими затратами, чем утилизация прочих флексографских красок. Широко распространённая физико-химическая технология утилизации основана на том, что сначала растворённые остатки красок осаждаются путём введения солей металлов при определённом значении рН и отфильтровываются. Затем осаждённый продукт утилизируют как специальные отходы, а фильтрат и соответствующим образом проверенная вода отводится в канализацию. Из-за относительно низкой летучести воды энергозатраты на сушку водорастворимых красок в процессе печати значительно выше, чем у спирторастворимых или УФ-красок.

## Краски на основе летучих растворителей
Краски на основе летучих растворителей закрепляются за счёт испарения растворителя. Компоненты флексографических красок на основе летучих растворителей могут комбинироваться в следующих соотношениях:
- растворитель — 40-60 %;
- пигмент — 15-40 %;
- плёнкообразующее — 10-15 %;
- добавки до 5 %.

Краски на основе растворителей являются экологически менее чистыми, однако они дешевле водорастворимых; при этом они обладают значительно лучшей адгезией, и получаемый оттиск имеет больший глянец, чем при печати водорастворимыми красками. Они лучше всего подходят для печати на невпитывающих воду подложках и поэтому широко используются при печати на гибких упаковках.
В настоящее время, в связи с принятым законом, запрещающим свободный оборот этилового спирта, во флексографии используются краски на основе изопропилового спирта.

## УФ-отверждаемыекраски
В настоящее время в качестве связующих в красках этих типов чаще всего используются следующие вещества:
- производные целлюлозы;
- полиамидные смолы;
- продукты полимеризации винила;
- другие связующие, такие как полиэфир, полиуретан, кетоновые смолы, малеинаты, акриловые смолы и т. д.

Краски с УФ-отверждением становятся все более популярными. Они дают наилучшие результаты печати — высокую линиатуру растрового изображения, точность цветопередачи, стабильность цветового баланса при печати тиража, короткое время закрепления. Они имеют постоянную вязкость, что обеспечивает неизменность цветовых параметров печати. С помощью УФ-красок отлично воспроизводятся растровые изображения при исключительно невысоком растискивании растровых точек и возможности воспроизведения двупроцентных точек. Эти краски не содержат растворителя и состоят из связующего вещества (≈ 50-65 %), пигмента (≈ 20-40 %) и добавок (≈ 10-20 %). Связующим веществом здесь является так называемая фотополимеризующаяся композиция, включающая мономер, олигомер и фотоинициатор. Этим краскам свойственна достаточная адгезия к любому запечатываемому материалу. Как нельзя лучше они подходят для использования в пищевой и фармацевтической промышленности, так как не имеют вкуса и запаха.
В настоящее время существуют два вида УФ-красок: радикальные и катионные. Радикальные краски имеют химический состав на базе акрилатов. Они обладают невысоким эффектом последубления, имеют незначительный запах, хорошую устойчивость к механическим и термическим воздействиям — ими можно печатать на впитывающих материалах, имеющих щелочную поверхность. Химической основой катионных красок являются эпоксидные смолы. Такие краски обладают слабым запахом, хорошим сцеплением с замкнутыми поверхностями запечатываемых материалов; имеют высокую механическую и химическую устойчивость. Однако они непригодны к использованию на впитывающих запечатываемых материалах со щелочным меловальным слоем или высокой остаточной влажностью. В то же время возможно их применение для первичных упаковок пищевых продуктов.

## Интересные факты
Вначале флексографская печать именовалась «анилиновой», так как при первых экспериментах по её осуществлению использовались простые анилиновые синтетические красители. Термин же «флексография» был введён 21 октября 1952 года на проводимой в США конференции по упаковочным материалам. В его основу было положено английское слово flex-ibillis, означающее «гибкий». Самые же первые попытки использования эластичных печатных форм и анилиновых красителей были предприняты ещё в XIX веке при разработке технологий массового производства обоев. Но анилин — это достаточно ядовитая жидкость, поэтому с течением времени от его использования постепенно отказались.